# Štefanová
Štefanová es un municipio del distrito de Pezinok en la región de Bratislava, Eslovaquia, con una población estimada a final del año 2024 de 395 habitantes.
Se encuentra ubicado al este de la región, en el valle del río Morava y cerca de la frontera con la región de Trnava y con Austria.

## Demografía
| Año        | 1994 | 2004    | 2014    | 2024     |
| ---------- | ---- | ------- | ------- | -------- |
| Población  | 351  | 324     | 348     | 395      |
| Diferencia |      | −7,69 % | +7,40 % | +13,50 % |

| Año        | 2023 | 2024    |
| ---------- | ---- | ------- |
| Población  | 402  | 395     |
| Diferencia |      | −1,74 % |